# Montagne, Gironde
Montagne là một xã thuộc tỉnh Gironde trong vùng Aquitaine tây nam nước Pháp.